# Eugene Speer
 Eugene Richard Speer (* 1943) ist ein US-amerikanischer Mathematiker und Hochschullehrer.

## Leben und Forschung
Speer wurde als Sohn der Mathematikerin Mary Speer und des Mathematikers und Anwalts Eugene R. Speer geboren. Er promovierte 1969 an der Princeton University bei Arthur Strong Wightman mit der Dissertation: Generalized Feynman Amplitudes. 1970 wurde er Instructor am Massachusetts Institute of Technology. Er lehrte bis zu seiner Emeritierung am Isaac-Newton-Institute for Mathematical Sciences an der Rutgers University.

## Veröffentlichungen (Auswahl)
- Finite dimensional representations of a shock algebra. J. Stat. Phys. 89 (1997), 169–175.
- Conservation laws in a directed sandpile model. Lett. Math. Phys. 33 (1995), 255–262.
- Contraction anomalies in dimensional renormalization. Nuclear Physics B134 (1978), 175–188.
- Mass singularities of generic Feynman amplitudes. Ann. Inst. H. Poincaré 26A (1977), 87–105.
- Dimensional and analytic renormalization. Renormalization Theory, ed. G. Velo and A.S. Wightman, D. Reidel, Dordrecht, 1976.
- Analytic renormalization using many space-time dimensions. Commun. Math. Phys. 37 (1974), 83–92.
- Ultraviolet and infrared singularity structure of generic Feynman amplitudes. Ann. Inst. H. Poincaré 23A (1975), 1–21.
- The convergence of BPH renormalization. Commun. Math. Phys. 35 (1974), 151–154.
- Renormalization and Ward identities using complex space-time dimension. J. Math. Phys. 15 (1974), 1–6.
- Lectures on analytic renormalization. Univ. of Maryland lectures, 1972. Preprint.
- On the structure of analytic renormalization. Commun. Math. Phys. 23 (1971), 23–36. Added note: Commun. Math. Phys., 25 (1972), 336.
- Generalized Feynman Amplitudes. Princeton University Press, Princeton (1969), ISBN 978-0-691-08066-6.
- Analytic renormalization. J. Math. Phys. 9 (1969), 1404–1410.